# Наддніпрянське шосе
Наддніпрянське шосе — вулиця в Голосіївському і Печерському районах Києва, місцевості Видубичі, Теличка. Пролягає від бульвару Миколи Міхновського і мосту Патона до Столичного шосе.
Прилучаються Набережно-Печерська дорога (двічі), Видубицька вулиця, естакади Дарницького мосту, вулиця Баренбойма, Деревообробний провулок, залізничний тунель, вулиці Будіндустрії, Інженерна, Промислова, естакада до Південного мосту.

## Історія
Шосе прокладене крізь незабудовану територію і на місці старої Мишоловської вулиці (починалася від вулиці Набережно-Печерської в бік селища Корчуватого) як шлях на Конча-Заспу. Сучасна назва — з 1952 року, в 1958 році продовжене у бік Конча-Заспи.